# Wang Chieh-fu
Wang Chieh-fu (chinesisch 王介甫, Pinyin Wáng Jièfǔ; * 11. September 1993 in Taipeh) ist ein taiwanischer Tennisspieler.

## Karriere
Wang Chieh-fu spielt hauptsächlich auf der ATP Challenger Tour und der ITF Future Tour. Auf der tiefer klassierten Future Tour gewann er bislang einen Titel in der Doppelkonkurrenz. Auf der Challenger Tour gelang ihm ein solcher Erfolg bislang noch nicht, er erreichte jedoch als bisher bestes Ergebnis 2013 das Finale des Turniers in Kaohsiung an der Seite von Yuki Bhambri.
Auf der ATP World Tour gab er sein Debüt 2014 in der Doppelkonkurrenz der Open 13 in Marseille, wo er dank einer Wildcard im Hauptfeld startete und in der ersten Runde, an der Seite von Lee Hsin-han, gegen Paul Hanley und Jonathan Marray in zwei Sätzen verlor. Im Mai 2014 erhielt er auch für das Turnier in Nizza eine Wildcard für die Doppelkonkurrenz, scheiterte aber mit gleichem Partner ebenfalls bereits in der ersten Runde.
Am 12. September 2014 trat er erstmals im Davis Cup für die taiwanische Davis-Cup-Mannschaft an. Sein Spiel in der Gruppe-I-Relegation gegen Südkorea verlor er deutlich in drei Sätzen mit 4:6, 5:7 und 2:6 gegen Chung Hyeon. 2015 gewann er seinen einzigen Challenger-Titel in Taipei. Seit 2016 hat er kein Profiturnier mehr gespielt.

## Erfolge
| Legende (Anzahl der Siege)  |
| Grand Slam                  |
| ATP World Tour Finals       |
| ATP World Tour Masters 1000 |
| ATP World Tour 500          |
| ATP World Tour 250          |
| ATP Challenger Tour (1)     |

### Doppel

#### Turniersiege
| Nr. | Datum       | Turnier | Belag       | Partner       | Finalgegner                           | Ergebnis |
| --- | ----------- | ------- | ----------- | ------------- | ------------------------------------- | -------- |
| 1.  | 3. Mai 2015 | Taipeh  | Teppich (i) | Matthew Ebden | Sanchai Ratiwatana Sonchat Ratiwatana | 6:1, 6:4 |